# Ryde – Your Final Destination
Ryde – Your Final Destination ist ein US-amerikanischer Horrorfilm von Regisseur Brian Frank Visciglia aus dem Jahr 2017.

## Handlung
Die neue App Ryde, eine Ride-Sharing-App im Stil von Uber ist der neueste Schrei in Los Angeles. Der Serienmörder Paul erfährt davon, als er sein jüngstes Opfer von der Bar in ihre Wohnung bringt. Nach dem Mord ruft er den Fahrer erneut und lässt ihn alles wichtige zur App erklären. Anschließend führt er ihn mit einem Vorwand zu einem abgelegenen Parkplatz. Dort ermordet er den Fahrer, versteckt seine Leiche im Kofferraum und nimmt dessen Identität an. Nach ein paar Probefahrten beginnt er damit seine Fahrgäste zu ermorden, wobei er es insbesondere auf Frauen abgesehen hat.
Ein sich streitendes Pärchen namens Jasmine und Marcus bleibt ihm  dabei besonders im Gedächtnis. Nach einem Streit, den er beobachtet, gewinnt er das Vertrauen von Jasmine. Diese ist ziemlich betrunken und will zu einer Freundin gebracht werden. Als er sie bei einem Zwischenstopp versucht zu küssen, wehrt sie sich. Die beiden kämpfen und dabei wird sie ohnmächtig. Sie wacht erst wieder im Wagen auf. Sie versucht daraufhin Paul zu erwürgen. Die beiden kämpfen im fahrenden Wagen. Anschließend kommt der Wagen von der Straße ab.
Als Jasmine im Krankenhaus erwacht, erfährt sie, dass sie schwanger ist, dem Baby aber nichts passiert sei. Marcus ist an ihrer Seite. Die Polizei überredet sie dazu, den toten Fahrer des Wagens als Täter zu identifizieren. Jedoch handelt es sich bei der Leiche um Karl, den ursprünglichen Fahrer des Autos.
Paul ist schon wieder als Ryde-Fahrer unterwegs.

## Hintergrund
Ryde – Your Final Destination ist der Debütfilm von Brian Frank Visciglia. Der Film wird überwiegend aus der Perspektive des Serienmörders erzählt.
Der Film erschien in den Vereinigten Staaten am 15. September 2017. In Deutschland wurde der Film am 2. September 2022 uncut über Nameless Media als Mediabook veröffentlicht.

## Kritiken
Negativ wurde der Film von Christian Fußy auf Filmstarts besprochen. Lobend erwähnt wurde die Optik der Nachtfahrten und der von David Wachs und Scott Welch konzeptionierte Score des Films, der aus atmosphärischer Synthie-Musik besteht. Ryde sei aber „weder als ernsthafter Thriller noch als unfreiwillig komisches B-Movie empfehlenswert - für einen echten Grindhouse-Streifen ist er einfach viel zu zahm und die Spannung bleibt auch schnell auf der Strecke, weil man sich bei keiner der unsympathischen Figuren großartig darum schert, ob sie die Nacht nun überlebt oder nicht.“